# Brickworld
Brickworld er en årlig Legomesse, der afholdes forskellige steder i Midtvesten i USA. Den blev afholdt første gang i 2007 og består af høj grad af voksne legofans (AFOL), som udstiller og deler deres modeller i Lego.
Brickworld Chicago består af både en privat messe og en offentlig udstiling, hvor øvrige Brickworlds kun har en offentlig udstilling. Brickworld Chicago afholdt tredje weekend i juni.
I 2014 var arrangementet med i dokumentaren A Lego Brickumentary.